# بومارزو
بومارزو ( بالإيطالية : Bomarzo) هي مدينة في إيطاليا ، تقع في مقاطعة فتربة .

## تخصيص
تبلغ مساحة بومارزو 39.89 كيلومترا مربعا ويبلغ عدد سكانها حوالي 1791 نسمة، وتقع على ارتفاع 263 مترا عن سطح البحر.

## صور

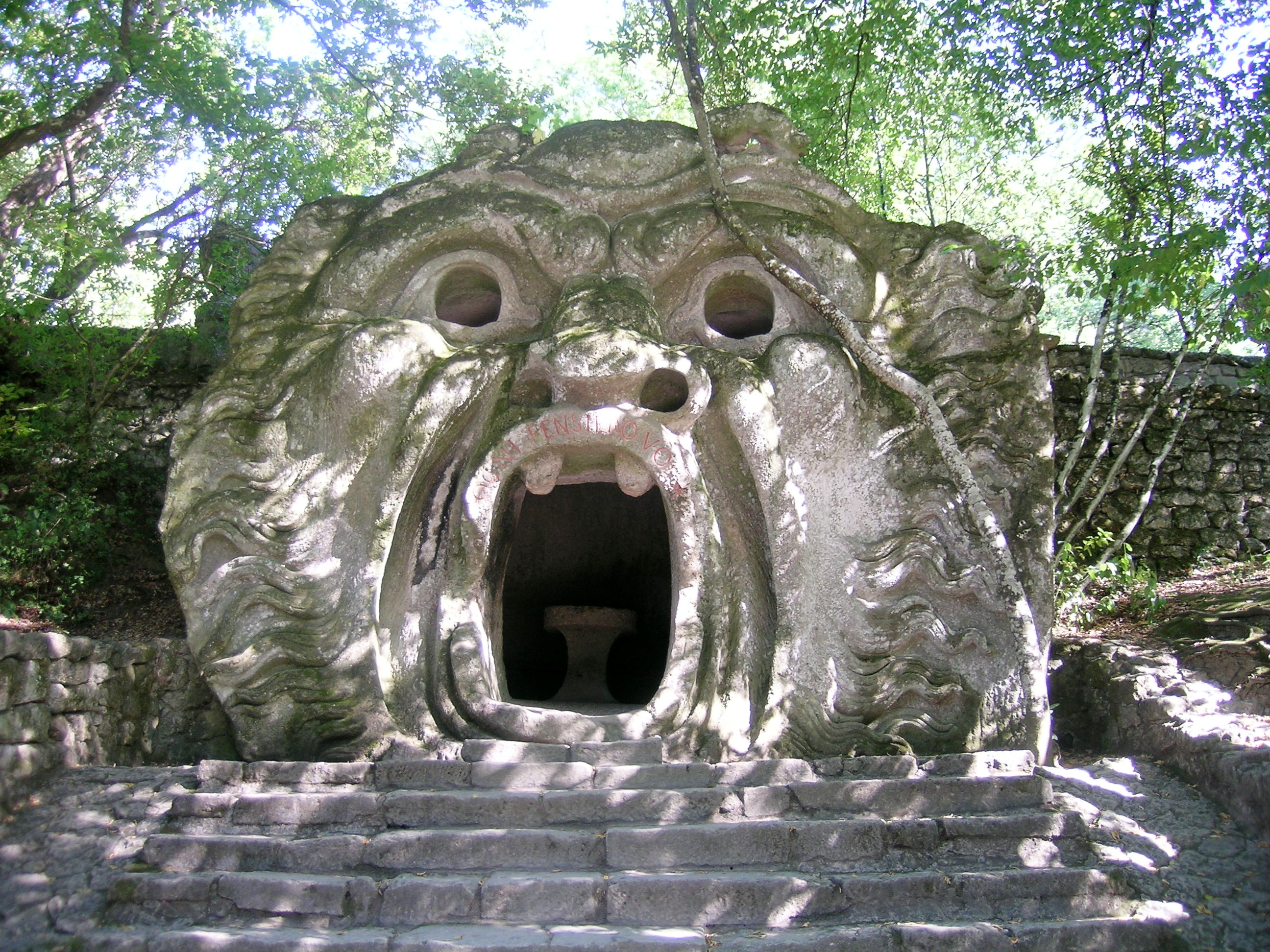
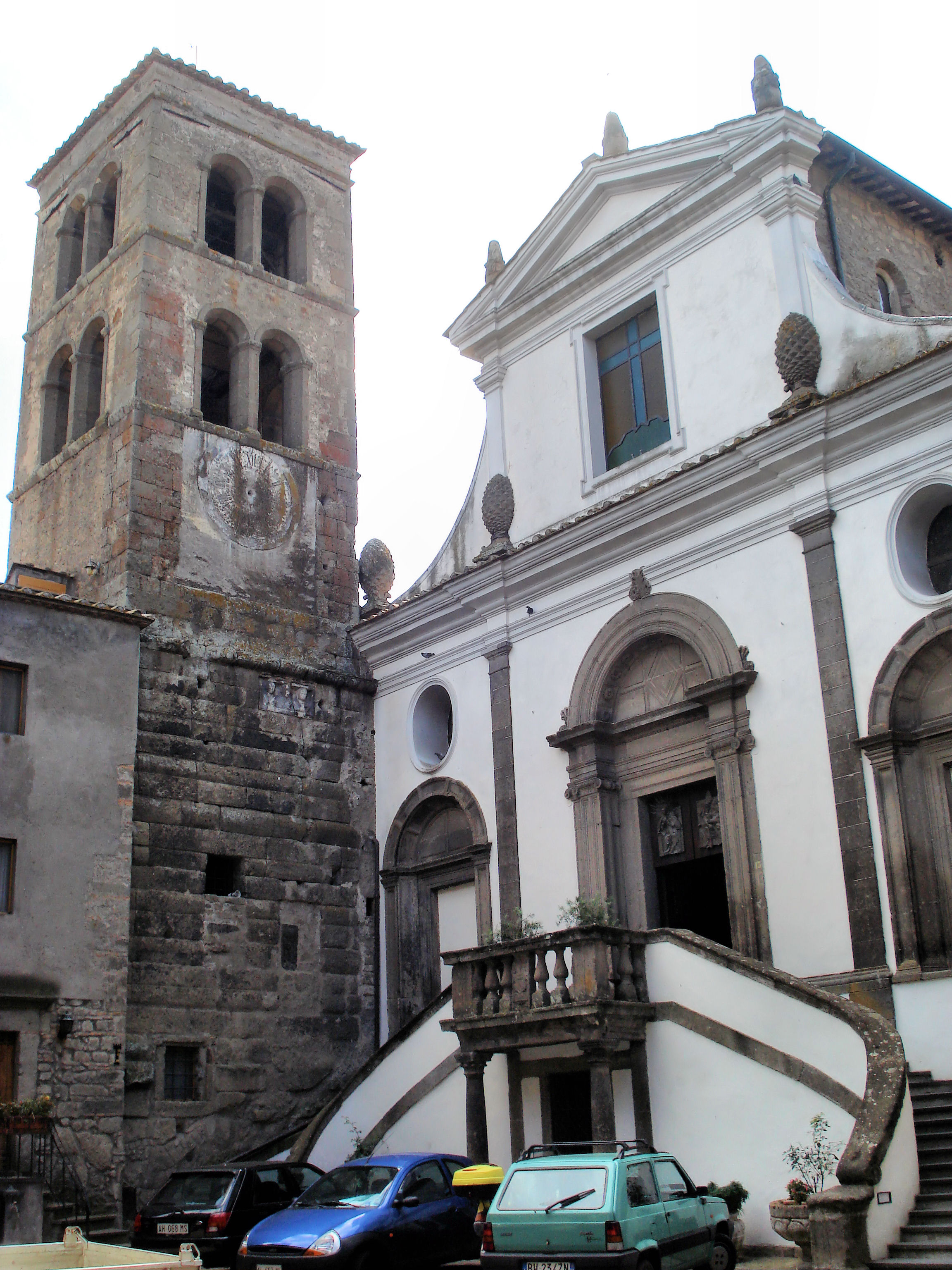
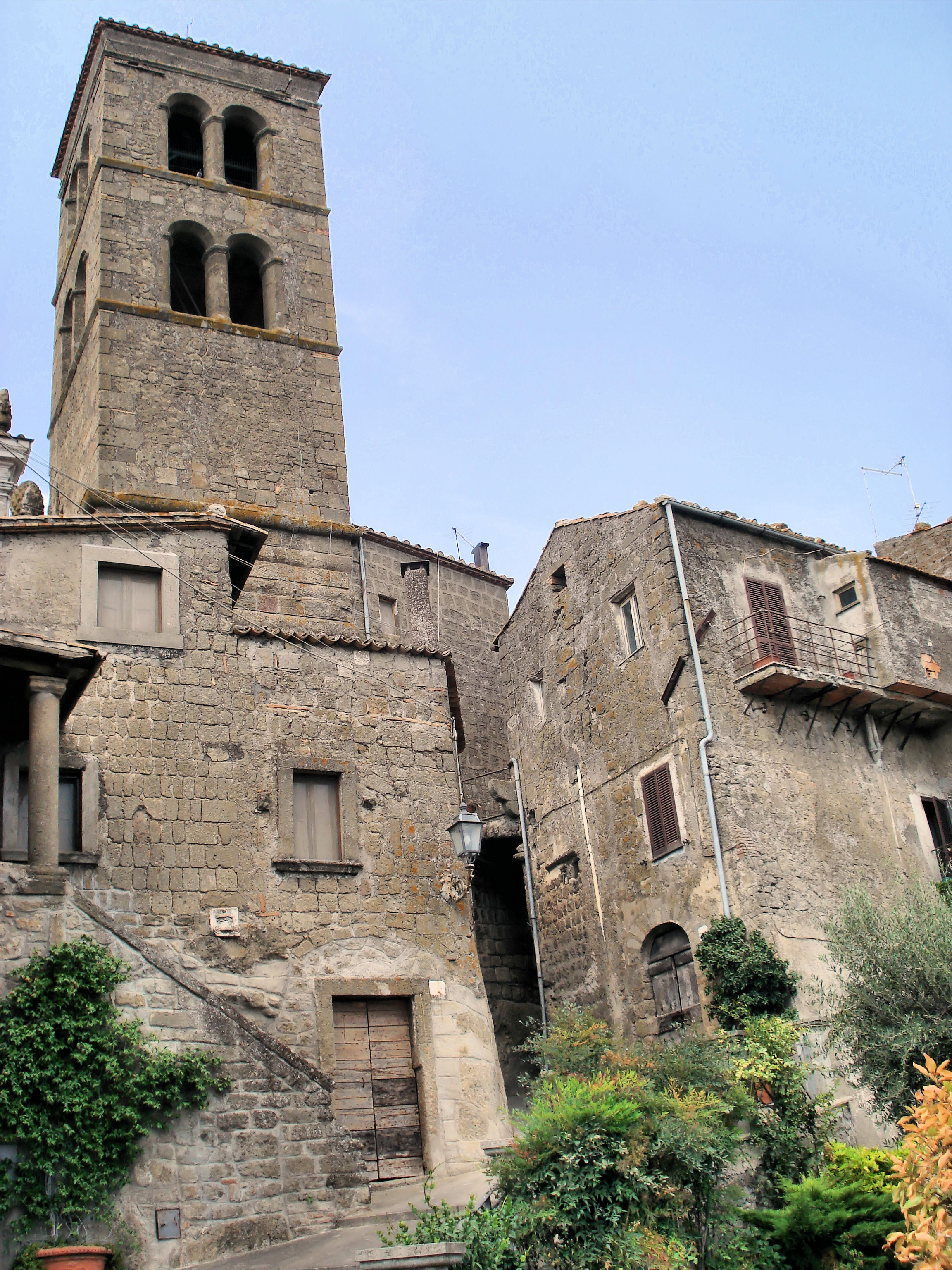
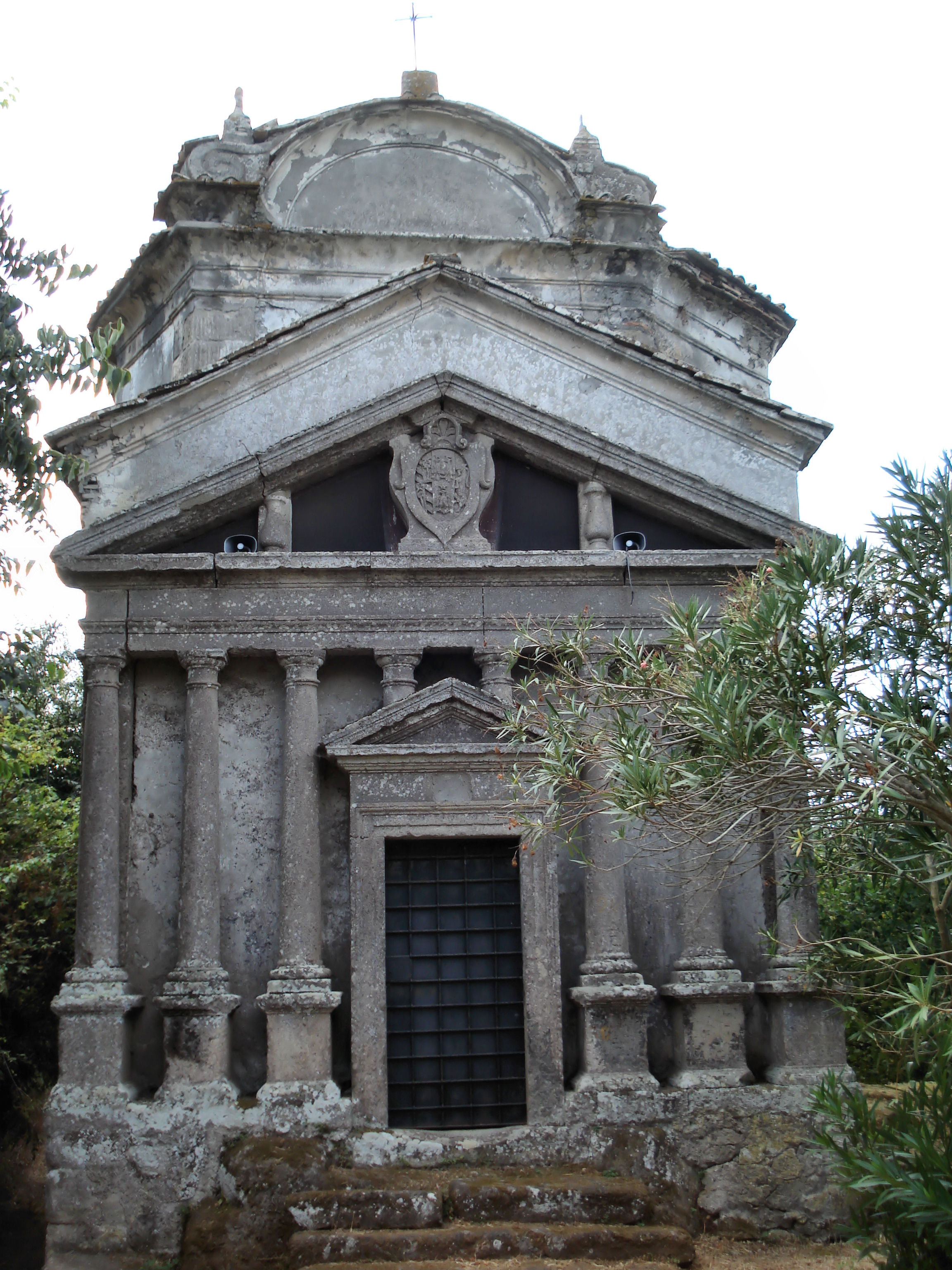
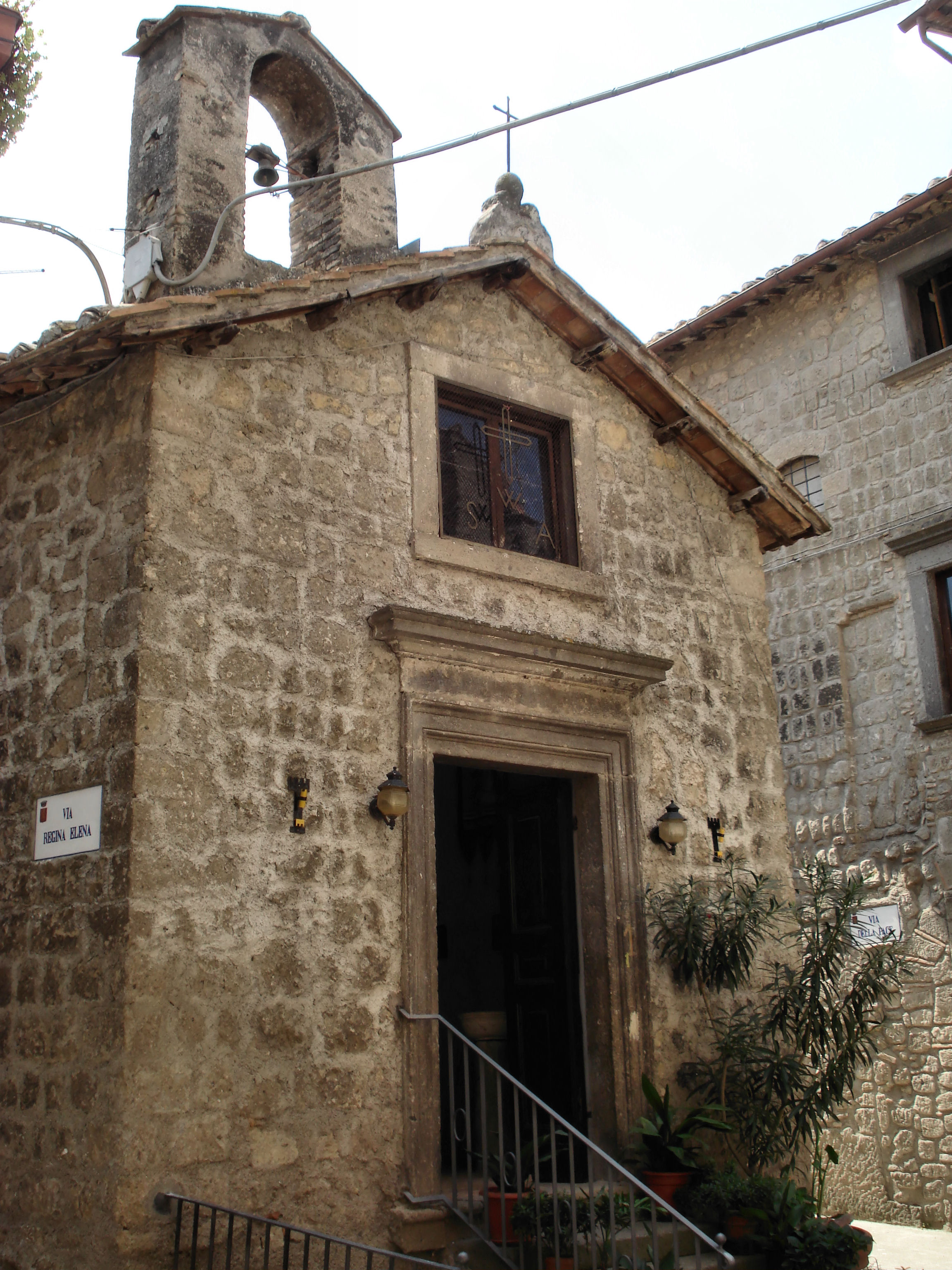

## الاستعلامات المعتمدة
- قائمة المدن في إيطاليا